# Wyspa Enderby

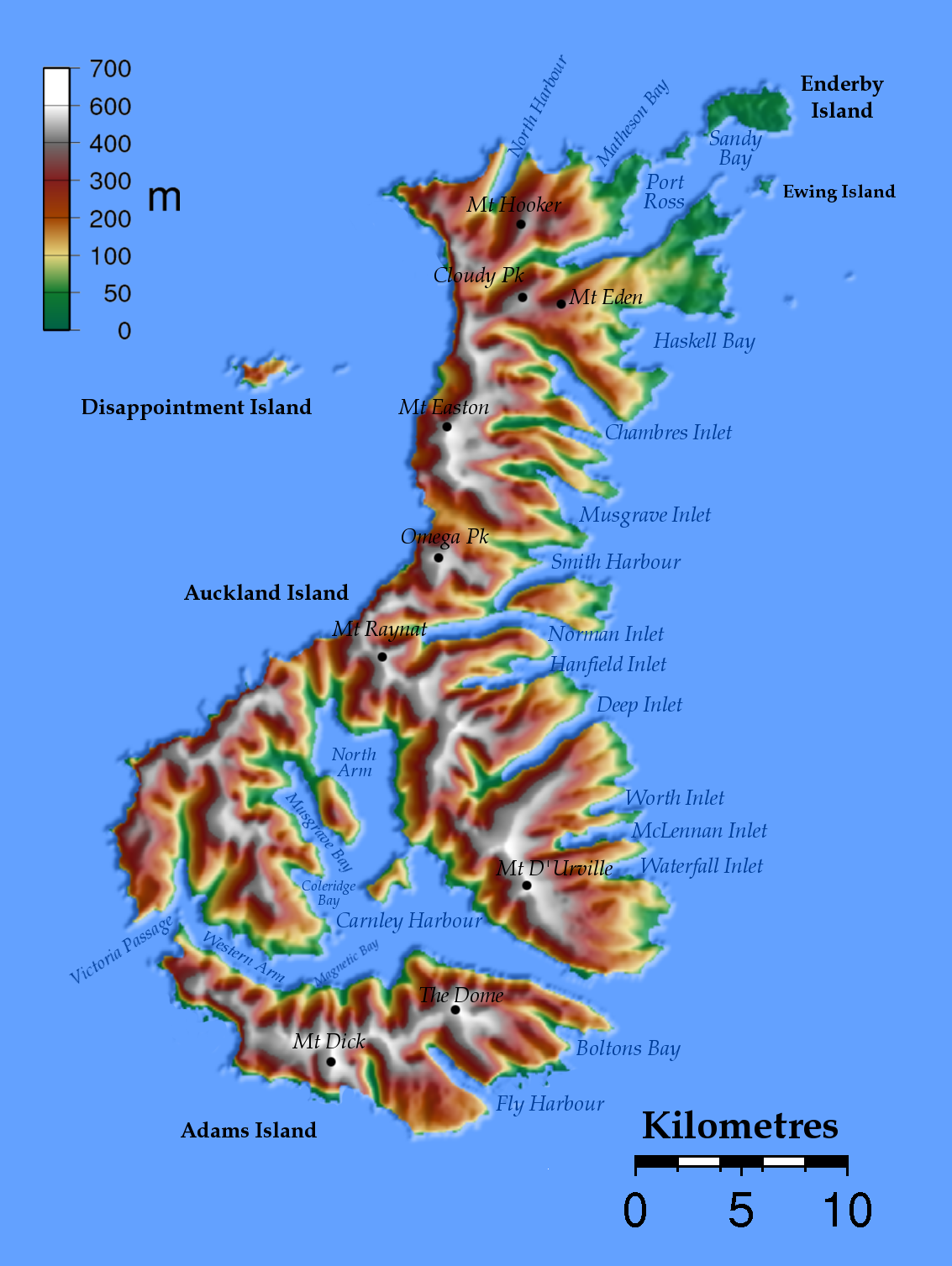
Mapa Wysp Auckland. Wyspa Enderby na północy

Wyspa Enderby (ang. Enderby Island) – trzecia co do wielkości z siedmiu wysp tworzących archipelag Wysp Auckland, leżących na Pacyfiku, a będących częścią Nowej Zelandii. Jak wszystkie wyspy tej grupy jest niezamieszkana.